# Malowany ptak (film)
Malowany ptak (cz. Nabarvené ptáče) – czeski czarno-biały dramat w reżyserii Václava Marhoula na podstawie powieści Jerzego Kosińskiego Malowany ptak (The Painted Bird) z 1965, wydanej w Polsce w 1989. Światowa premiera filmu odbyła się 3 września 2019 podczas 76. Międzynarodowego Festiwalu Filmowego w Wenecji. Film zasługuje na szczególną uwagę ze względu na obecność w nim dialogów w języku międzysłowiańskim, będącym pół-sztuczną, pół-naturalną kontynuacją języka prasłowiańskiego. Język ten wprowadzono głównie dlatego, że reżyser nie chciał, by przedstawieni w nim ludzie byli utożsamiani z konkretnym narodem. Film był kręcony od wiosny 2017 w Czechach, na Słowacji (m.in. Bratysława), w Polsce i na Ukrainie.
W 2019 film stał się oficjalnym czeskim kandydatem do rywalizacji o 92. rozdanie Oscara w kategorii najlepszego międzynarodowego filmu fabularnego.

## Fabuła
Film opowiada historię i przedstawia dramatyczne losy sześcioletniego (w domyśle) żydowskiego chłopca w czasie II wojny światowej na tle ludzkiego okrucieństwa i wynaturzeń mieszkańców wsi w Europie Wschodniej.

Głównym tematem „Malowanego ptaka” jest problem odmienności. Nie musimy mieć innego koloru skóry, aby mieć kłopoty. Wystarczy, że inaczej myślisz, wyrażasz się, czujesz, rozumiesz lub nawet się ubierasz, a większość społeczeństwa natychmiast zacznie cię prześladować.

## Obsada
- Petr Kotlár – Joska
- Lech Dyblik – Lekh
- Nina Šunevič – Marta
- Ala Sakalova – Olga
- Aleksiej Krawczenko – Lekh
- Petr Vaněk – Nikodém
- Jitka Čvančarová – Ludmila
- Barry Pepper – Mitka
- Julian Sands – Garbos
- Udo Kier – młynarz
- Harvey Keitel – ksiądz
- Jan Monczka – następca zmarłego księdza
- Stellan Skarsgård – Hans[12][13]
- i inni.

## Koprodukcja
- Czeski, słowacki i ukraiński fundusz filmowy.
- Polski Instytut Sztuki Filmowej odmówił wsparcia finansowego[2].